# Не відпускай мене
«Не відпускай мене» (англ. Never Let Me Go) — роман 2005 року британського письменника японського походження Кадзуо Ішіґуро. Номінувався на Букерівську премію 2005 і Премію Артура Кларка 2006 року. Найкращий роман року за версією журналу «Тайм», входить до списку 100 найкращих англомовних романів з 1923 до 2005 року за версією журналу.
Хоча в романі присутні елементи наукової фантастики, він не позиціонувався як науково-фантастичний твір.

## Сюжет
Роман складається з трьох частин, кожна з яких є хронологічним етапом життя головного персонажа. Дія відбувається в антиутопічній Великій Британії XX століття, де люди клонуються для створення живих донорів органів для трансплантації. Розповідь ведеться від імені протагоніста Кеті.
В першій частині роману описується дитинство Кеті, яке вона провела в британській школі-інтернаті Гейлшем. Вчителі, так звані «опікуни» школи, постійно наголошують на тому, наскільки важливо бути здоровими, з чого зрозуміло, що Гейлшем не звичайна школа-інтернат. Навчальна програма зосереджується на заохоченні учнів займатися різними видами мистецтва, при чому зовсім нехтує знаннями та навичками, необхідними для життя.
У другій частині розповідається, як учні, завершивши навчання в Гейлшемі, потрапляють у різні заклади. Головні персонажі книги разом вирушають в Котеджі, де починають знайомитися із зовнішнім світом та отримують змогу робити все, що їм заманеться. В третій частині Кеті стає помічницею, а Томмі та Рут — донорами. Невдовзі Кеті  стає помічницею Рут, а після того, як та завершила свою місію (тобто померла після видалення органів), дбає про Томмі. Кеті та Томмі дізнаються, що Гейлшем був експериментом, метою якого було покращити становище клонів та, можливо, змінити ставлення суспільства до них як до бездушних постачальників медичної сировини. Однак через складну політичну ситуацію експеримент не вдався, Гейлшем закрили, а клони так і не отримали ніяких прав, і їх знову «вирощують» у важких умовах. Роман закінчується тим, що Томмі помирає, а Кеті змирюється зі своєю долею майбутнього донора та передчасною смертю.

## Український переклад
«Не відпускай мене» — перша книжка Кадзуо Ішіґуро, видана українською мовою.
- Кадзуо Ішіґуро. Не відпускай мене. Переклад з англійської: Софія Андрухович. Львів: Видавництво Старого Лева, 2016. 336 стор. ISBN 978-617-679-295-6

## Екранізація
У 2010 році вийшла екранізація роману режисера Марка Романека з Кері Малліган, Ендрю Гарфілдом та Кірою Найтлі в головних ролях.